# Cryptopus elatus
Cryptopus elatus är en orkidéart som först beskrevs av Louis Marie Aubert Du Petit-Thouars, och fick sitt nu gällande namn av John Lindley. Cryptopus elatus ingår i släktet Cryptopus, och familjen orkidéer. Inga underarter finns listade i Catalogue of Life.